# Abe Stern
Abe Stern (8 de março de 1888 — 12 de julho de 1951) foi um produtor de cinema norte-americano. Ele produziu 542 filmes entre 1917 e 1929. Ele foi cofundador da Universal Studios.
Nasceu em Fulda, Alemanha e morreu em Condado de Los Angeles, Califórnia, Estados Unidos. Ele era o irmão do produtor Julius Stern e o cunhado de Carl Laemmle, cofundador da Universal Studios.

## Filmografia selecionada
- Business Before Honesty (1918)
- Hello Trouble (1918)
- Painless Love (1918)
- The King of the Kitchen (1918)
- Hop, the Bellhop (1919)
- The Freckled Fish (1919)
- Lions and Ladies (1919)
- Hearts in Hock (1919)
- Laughing Gas (1920)